# José Moës
Pour les articles homonymes, voir Moes.
José Moës, né le 19 juillet 1923 et mort le 20 février 2016, est un joueur de football international belge.
Il a évolué comme attaquant au RFC Liège où il a joué 237 matches et marqué 101 buts en championnat de Belgique, dans les années 1950. Les Sang et Marine sont champions de Belgique en 1952 et 1953.
Il a aussi marqué quatre buts en six rencontres  avec les Diables Rouges.
Il est décédé le 20 février 2016

## Palmarès
- Champion de Belgique en 1952 et 1953 avec le RFC Liège.